# Mammillaria wagneriana
Mammillaria wagneriana är en kaktusväxtart som beskrevs av Boed. Mammillaria wagneriana ingår i släktet Mammillaria och familjen kaktusväxter. Inga underarter finns listade i Catalogue of Life.